# Гнезненска митрополия
Гнезненската митрополия (на полски: Metropolia gnieźnieńska) е една от 14-те църковни провинции на католическата църква в Полша. Създадена е през 1000 година от папа Силвестър II. Настоящата и територия е установена през 1992 година с булата „Totus Tuus Poloniae Populus“ на папа Йоан-Павел II. Обхваща три епархии. 
Заема площ от 22 146 км2 и има 1 971 766 верни.

## Епархии
В състава на митрополията влизат епархиите с центрове Гнезно, Бидгошч и Влоцлавек.
- Гнезненска архиепархия – архиепископ митрополит Войчех Поляк, примас на Полша
- Бидгошчка епархия – епископ Ян Тирава
- Влоцлавешка епархия – епископ Веслав Меринг

## Фотогалерия
- Базилика „Успение Богородично“, катедрален храм на Гнезненската архиепархия
- Базилика „Успение Богородично“, катедрален храм на Влоцлавешката епархия
- „Св. св. Мартин и Николай“, катедрален храм на Бидгошчката епархия